# Impianti della Coppa del Mondo di rugby 2007
| Immagine | Impianto e città                        | Capacità | Incontri disputati |
| --- | --------------------------------------- | -------- | --- |
| Stadio Chaban-Delmas                                                                                           | Stadio Chaban-Delmas, Bordeaux          | 34 500   | Irlanda ‒ Namibia 32-17 (G) Irlanda ‒ Georgia 14-10 (G) Canada ‒ Giappone 12-12 (G) Australia ‒ Canada 37-6 (G) |
| Millennium Stadium                                                                                             | Millennium Stadium, Cardiff             | 74 500   | Galles ‒ Australia 20-32 (G) Figi ‒ Canada 29-16 (G) Galles ‒ Giappone 72-18 (G) Nuova Zelanda ‒ Francia 18-20 (QF) |
| Stadio di Murrayfield                                                                                          | Murrayfield, Edimburgo                  | 67 500   | Scozia ‒ Romania 42-0 (G) Scozia ‒ Nuova Zelanda 0-40 (G) |
| Stadio Félix Bollaert                                                                                          | Stadio Félix Bollaert, Lens             | 41 800   | Inghilterra ‒ Stati Uniti 28-10 (G) Sudafrica ‒ Tonga 30-25 (G) Georgia ‒ Namibia 30-0 (G) |
| Stadio di Gerland                                                                                              | Stadio di Gerland, Lione                | 41 200   | Australia ‒ Giappone 91-3 (G) Argentina ‒ Georgia 33-3 (G) Nuova Zelanda ‒ Portogallo 108-13 (G) |
| | Vélodrome, Marsiglia                    | 60000    | Nuova Zelanda ‒ Italia 76-14 (G) Italia ‒ Romania 24-18 (G) Argentina ‒ Namibia 63-3 (G) Francia ‒ Georgia 64-7 (G) Australia ‒ Inghilterra 10-12 (QF) Sudafrica ‒ Figi 37-20 (QF)                                        |
| Stadio della Mosson                                                                                            | la Mosson, Montpellier                  | 33900    | Stati Uniti ‒ Tonga 15-25 (G) Samoa ‒ Tonga 15-19 (G) Australia ‒ Figi 55-12 (G) Sudafrica ‒ Stati Uniti 64-15 (G) |
| Stadio della Beaujoire                                                                                         | la Beaujoire, Nantes                    | 38500    | Galles ‒ Canada 42-17 (G) Inghilterra ‒ Samoa 44-22 (G) Galles ‒ Figi 34-38 (G) |
| Parco dei Principi                                                                                             | Parco dei Principi, Parigi              | 49000    | Sudafrica ‒ Samoa 59-7 (G) Italia ‒ Portogallo 31-5 (G) Inghilterra ‒ Tonga 36-20 (G) Irlanda ‒ Argentina 15-30 (G) Francia ‒ Argentina 10-34 (F3)                                                                        |
| Stade de France                                                                                                | Stade de France, Saint-Denis            | 80000    | Francia ‒ Argentina 12-17 (G) Inghilterra ‒ Sudafrica 0-36 (G) Francia ‒ Irlanda 25-3 (G) Argentina ‒ Scozia 19-13 (QF) Francia ‒ Inghilterra 9-14 (SF) Argentina ‒ Sudafrica 13-37 (SF) Inghilterra ‒ Sudafrica 6-15 (F) |
| Stadio Geoffroy Guichard                                                                                       | Stadio Geoffroy Guichard, Saint-Étienne | 36000    | Scozia ‒ Portogallo 56-10 (G) Samoa ‒ Stati Uniti 25-21 (G) Scozia ‒ Italia 18-16 (G) |
| Stadium Municipal                                                                                              | Stadium Municipal, Tolosa               | 37000    | Giappone ‒ Figi 31-35 (G) Francia ‒ Namibia 87-10 (G) Romania ‒ Portogallo 14-10 (G) Nuova Zelanda ‒ Romania 85-8 (G) |
| LEGENDA - G: fase a gironi - QF: quarti di finale - SF: semifinale - F3: finale per il terzo posto - F: finale |                                         |          | |